# Йо (град)
Вижте пояснителната страница за други значения на Йо.
Йо (на френски: Eu) е град в Северна Франция, департамент Сен Маритим на регион Нормандия. Разположен е около устието на река Брел в Ла Манш. Дължината му е около 4 km. Шосеен и жп транспортен възел. Население 7495 жители след преброяването през 2007 г.

## Побратимени градове
- Хаан, Германия
- Зук Микаел, Грузия
- Бад Лаухщет, Германия
- Олесун, Норвегия